# Noah (toneelstuk)
Het toneelstuk Noah, of Ondergang der eerste weerelt is het laatste oorspronkelijke treurspel van de Nederlandse toneelschrijver en dichter Joost van den Vondel, gepubliceerd in 1667 toen Vondel tachtig jaar oud was. Noë voorspelt dat de wereld aan een grote vloed ten onder zal gaan als de mensheid haar goddeloze levenswandel niet verandert. Zelf is hij al honderd jaar een ark aan het bouwen waarin van elke diersoort een paar ondergebracht moet worden. Aanvankelijk wordt hij als een oude dwaas bezien, maar als het water werkelijk stijgt, gaat de grootvorst van het Oosten Achiman er anders over denken. Noah is het slot van de trilogie met Lucifer (1654) en Adam in ballingschap (1664).
In de waardering is Noah altijd lager aangeslagen dan de eerste twee delen van de trilogie. De eerste opvoering, door een groep Nijmeegse studenten, dateert uit mei 1937, precies 270 jaar nadat het stuk werd geschreven. Vondelvorser W.A.P. Smit kenschetst het treurspel als voor het grootste deel 'voortreffelijk gebouwd' met 'onvergetelijke hoogtepunten', maar vond dat de 'inzinking van het vierde bedrijf en een te summiere karaktertekening' het onmogelijk maakten Noah 'in zijn totaliteit als een van Vondels grote meesterwerken te beschouwen.'

## Personages
- Apollion, de koning des afgronds
- Noah (ook Noë gespeld), de boetgezant en bouwheer van de ark
- Rei van Engelenwacht
- De Bouwmeester der Arke
- Achiman, de grootvorst van het Oosten
- Hofmeester en Aartsherder, ambtenaars van Achiman
- Urania, de grootvorstin van het Oosten
- Joffers
- Cham, Seth en Jafed, Noahs drie zonen
- Uriël, gerechtsengel

## Synopsis

### Eerste bedrijf
Apollion ontvouwt zijn plan om Noahs ark in aanbouw in brand te steken. De mensheid doet zich tegoed aan wellust en snoeplust en stoort zich niet aan Gods geboden. Noë vraagt God om genade voor de mensheid, maar hij ziet het waterpeil reeds stijgen. Hoewel hij zich schaamt te langzaam aan de ark te hebben gewerkt, vraagt hij God toch er begrip voor te hebben dat de mens na de verdrijving uit het paradijs in haar ziel geraakt is.
De rei van engelenwacht bezingt Noë als enige vrome mens, alle anderen dwalen en hebben hun blik van God afgewend om zich als dieren met tijdelijke zaken bezig te houden. De tegenzang stelt dat al wat leeft naar het kwade neigt. De deugd vermindert, met als enkele uitzondering Eva's zoon Seth en Enoch. In de tweede zang vraagt Enoch verlossing aan God van de plaag die de mensen ontuchtig en ongodvruchtig heeft gemaakt. De tweede tegenzang antwoordt dat de engelen in opdracht van God Enoch opgehaald en naar het hemels paradijs gevoerd hebben. Daar bevindt hij zich in het gezelschap van Elias. Noë geldt als Enochs opvolger in vroomheid. De toezang concludeert dat godvruchtigheid in de wereld geen waardering vindt, zodat Enoch als uitverkorenen is opgehaald en het waterpeil is beginnen te stijgen.

### Tweede bedrijf
Achiman informeert bij de Bouwmeester naar de ark, de omvang, het bouwplan, en de hoon die de bouwmeester bij zijn werk ten deel viel. Wie er gered zullen worden. Het vullen van de ark met dieren heeft zeven dagen in beslag genomen, waarop Achiman verbaasd is dat zoveel uiteenlopende dieren elkaar verdragen. Ook de bouwmeester begrijpt niet over welke kracht Noah beschikt om ieder dier in toom te houden. Zelf ziet Noah als een Johannes de Doper af van elk comfort en draagt een jas van kemelhaar. Zijn droefheid om het lot der mensheid, doet Achiman, die niet aan de zondvloed gelooft, af als 'Onnozele droefheid'. Ook de bouwers van de ark zijn niet overtuigd, al luisteren ze met geduld naar Noahs voorspelling. Zijn drie zoons gehoorzamen hem wel, Cham met tegenzin en Sem en Jafed gedwee. Bij Noah zelf zijn woorden en gedrag met elkaar in overeenstemming.
Achiman is bezorgd dat Noah aanhang zal verwerven, omdat hij als enige rechtvaardig is. De bouwmeester poogt hem gerust te stellen: Noahs dreigementen zijn loos en zijn boodschap zal geen menigte aanspreken, omdat die haaks staat op wat de mensen begeren. Desondanks wil Achiman nu toch zelf Noah aanhoren. Honderd jaar, zo legt Noë hem uit, heeft hij gewaarschuwd voor de jongste dag en nu is het zover. God heeft lang gewacht op inkeer en nu is zijn geduld op. Als oorsprong van de ellende wordt genoemd dat de mens te gesteld is op schone vrouwen, Kaïns dochters. Vermengd met Seths nakomelingen is een boosaardig geslacht ontstaan. Geweld is een afgod die rijkdom oplevert. Neem afstand van deze vrouwen, zegt Noah, die al sinds Adam niets goeds voorspellen.
Achiman werpt tegen dat de Natuur de vrouw niet voor niets schiep, waarop Noah hem voor de voeten werpt dat één vrouw per man geoorloofd is, maar niet de veelwijverij en bloedschande van tegenwoordig. Volgens Achiman wisten zelfs engelen vrouwen niet te weerstand, dus wat zou dan van de mens verwacht kunnen worden. Noah doet dit af als laster. Wellust, aldus Achiman, moet men botvieren voordat de ouderdom dit onmogelijk maakt. Volgens Noë moet je in de bloei van je leven juist God dienen. Hierop verkondigt Achiman de op tijdelijk genot gerichte wijsheid van de mens die geen God kent en dus alleen het aardse leven erkent. Noah noemt dit Gods naam lasteren, omdat Hij wordt ontkend. Nogmaals waarschuwt hij voor de komende straf. Achiman wil van het leven genieten, vrij van tucht en nauwe regels, feest en vreugde in plaats van zwaarmoedig gejammer. Volgens Noah zal de hemel de wellustige bloedschande niet door de vingers zien. Dan komt de Hofmeester Achiman meedelen dat hij wordt verwacht aan het juichend hof.
De rei van engelenwacht betreurt in haar eerste zang dat de mens zijn lichaam niet langer richt naar de ziel. De tegenzang beschrijft hoe in het paradijs harmonie tussen ziel en leden bekrachtigd werd met muzikale harmonie. De tweede zang betoogt dat thans het lichaam niet meer voor God buigen wil en er geen vroomheid meer op de wereld is. De tegenzang stelt Noahs hoop op genade als hopeloos voor. Al zou hij al het kwaad in zijn tranen willen verdrinken, hij staat machteloos. Machteloos is ook het voorbeeld van Kaïn, waaraan de mens zich niet langer spiegelt.

### Derde bedrijf
De Aartsherder vervoegt zich bij Achiman met het bericht dat het stijgende waterpeil de herders heeft gedwongen hun vee bergopwarts te drijven, maar het bergvolk hen de toegang heeft geweigerd, met strijd als gevolg. De hofmeester berispt de aartsherder voor het verlaten van zijn wacht om om hulp te vragen in plaats van zelf orde op zaken te stellen, zoals zijn taak is. Achiman zegt echt assistentie toe, waarna de aartsherder weer vertrekt.
Inmiddels is Achiman bezorgd geworden over het onverklaarbare stijgen van het waterpeil. De hofmeester noemt het een wonder der natuur, maar Achiman denkt aan de voorspelling van Noë. De hofmeester noemt Noah een dwaas, maar daar is Achiman het niet mee eens. De hofmeester merkt op dat het erop lijkt dat Achiman met Noah te water wil gaan en wijst hem erop dat hij dan wel van zijn bedgenoten moet scheiden. Achiman vindt dat wel een zware prijs, maar een mens in nood neemt drastische beslissingen. Het gevolg zal zijn, zo waarschuwt de hofmeester, dat Achiman een vrouwenhater genoemd zal worden en bij de vrouwen in ongenade zal vallen. Achiman trekt zich terug in het cederbos om na te denken.
Aangezien Achiman dus maar niet op komt dagen bij het feest, komt grootvorstin Urania aan de hofmeester vragen waar hij blijft. Deze licht haar in over de strijd tussen de herders en het bergvolk. Als Urania verneemt dat Achiman de aartsherder en een bende heeft gestuurd om orde op zaken te stellen, merkt ze op dat hij gewend was om bij belangrijke strijdpunten zelf voorop te gaan en de huidige kwestie kennelijk te licht opvat. Daarop verneemt ze over Achimans bezorgdheid en dat hij Noah serieus is gaan nemen. Daar begrijpt Urania niets van. Daarbovenop deelt de hofmeester haar mede dat hij van plan is met haar te breken, omdat Noah de vrouwenliefde als oorzaak van de vloed heeft aangewezen. Dan is een vloed niet nodig, zegt Urania, want zonder vrouwen kan de mensheid ook niet bestaan.
Alsof ze nog van niets weet, vraagt Urania aan Achiman wat hem van het bruiloftsfeest weghoudt en spreekt op zijn uitleg schamper van de ark als 'Noahs kist'. Ze neemt het Achiman kwalijk dat hij de schuld alleen bij de vrouwen legt. Bovendien ziet zij de situatie niet somber in, omdat de Natuur het water middels een samenhangend kringloopsysteem beheert en er ook vroeger weleens wateroverlast is geweest. Daar iets magisch in zien is voor 'kleine kinders'. En heeft Achiman niet zelf altijd iedereen voorgehouden het ervan te nemen in het leven. Wanneer Achiman de verleidelijke schoonheid der vrouwen de schuld geeft, wijst zij op de haan, een dier dat schaamteloos veel vriendinnen heeft die hem nageslacht opleveren. Ook herinnert Urania aan de beloften die hij haar in hun jeugd heeft gedaan, vol van wellust en vleiende taal. Zijn trouweloosheid aan haarzelf en aan hun hedonistische levensbeschouwing is een smet, 'met geen oceaan te wissen uit ons bed'. Hij kan zijn trouwring en alle sieraden terugkrijgen als vrouwen die eer onwaardig zijn en zich inschepen in 'Noahs beestenkist'. Urania's besluit om te scheiden zet Achiman aan het twijfelen en hij bekend schuld: 'Uw liefde rukt me hier, daar Noahs dreigement'. Als Urania zich onvermurwbaar toont voor zijn excuses, biedt hij zijn dolk aan en verzoekt haar hemn te doden. Hierop neemt zij hem in genade terug en is het tijd om hun bruiloft te hernieuwen. Maar daar komt Noah aan.
Noah beklaagt zich dat Urania het terrein weer heeft teruggewonnen op Achiman. Urania vraagt Noah of hij soms vergeten is dat hij zijn eigen leven aan een vrouw dankt en of hij zelf gewoon te oud is voor 'vrouwenzucht'. Dat is dan de schuld van de ouderdom, niet van vrouwen. Noah antwoordt geen vrouwenhater te zijn, maar slechts het misbruik van het niet bij één vrouw te laten. Pure liefde is op één vriendin gericht. Volgens Urania walgt de snoeplust van één enkele spijs om te eten, verandering kweekt meer liefde. Vilein brengt ze Noahs vader in, die twee vrouwen had. Noah verwijt hen dus de levenswandel waaraan hij zelf zijn leven dankt. Hardnekkigheid leidt tot niets, zegt Noah, en wijst naar de donkere regenwolken en voorspelt dat de regen veertig etmalen zal aanhouden. Urania draagt de Joffers die achter de haag staan opgesteld, op om zang en dans te verzorgen.
De Joffers heffen een lied aan over de levenswandel van de zwaan, die onbekommerd op de vloed nestelt. Zwemmend brengt zij haar jongen groot en zelfs 'Stervende zingt ze een vrolijk lied/ in 't suikerriet'. De zwaan leeft dus niet alleen blij maar sterft ook zo: 'Zij tart de nijdige dood uit lust/ met kwinkeleren, en triomferen,/ en sterft gerust.
De rei van de engelenwacht heft een zang aan die de scheppingsdag beschrijft waarmee water en lang gescheiden werden. De eerste tegenzang beschrijft hoe het misbruik hiervan 'verbittert Gods geduld' en dus is 'den schouwburg van/ de wereld' bijna aan haar ommekeer toe: 'Dit treurspel keert te dra./ Verwacht het slot hierna.' De tweede zang kondigt aan dat God het water 'streng gebruiken' zal en de wanhoop zal leren zwemmen. Om Noah te sparen voor het aanzicht van de ellende, draagt Uriël hem op om de ark in te gaan en af te sluiten. Mochten Adam en Eva, aldus de tweede tegenzang, zien hoe hun afstammelingen net als zijzelf voor hun zonde worden gestraft, dan zouden zij het voorbeeld dat ze zelf gaven de schuld geven. Dezelfde Uriël die eerst het paradijs afsloot, sluit nu de ark.

### Vierde bedrijf
Noah wenst Cham te spreken, die meedeelt dat hij zojuist met Urania in het bos heeft vertoefd. Noah is eerst toornig, maar reageert daarna met liefdevol geduld, die hij zijn tegenzin laat uiten. Cham is onwillig om aan boord van de ark te gaan, dat 'houten moordhol' dat als 'beestenstal' dient. De verveling van een jaar lang rond te dobberen in deze 'spelonk van hout' lokt hem niet aan, maar Noah verzekert hem dat er genoeg werk zal zijn met het verzorgen van de dieren. Cham noemt het een levend begraven zijn, maar Noah spreekt hem moed in: de gezinsleden zullen elkaar erdoor helpen. Nu hij een gewillig oor vindt, gaat Cham verder en noemt de God van Noah een scherprechter die elke misstap bestraft, een dwingeland die geen vergeving kent en nog wispelturig is ook, want Hij heeft spijt de mens te hebben gemaakt. Voor Noah zijn deze woorden door 'eigenzinnigheid en waan' ingegeven Godslastering. Termen als naijver en wraakzucht zijn niet van toepassing op God, menselijke taal schiet tekort om God adequaat te schetsen: 'Hier geeft des menschen tong alleen een krank geluit,/ En drukt de beelden van de ziel door dootverf uit'. Geschrokken door Noahs woede gehoorzaamt Cham en stapt in de 'dootkist'. Noah begrijpt dat Urania heeft geprobeerd Cham tegen de andere gezinsleden op te zetten. Dan arriveert de rest van het gezin, verontrust door het wassende water.
Noah bereidt hen op het watergeweld voor. De donder en bliksem en beukende golven hebben als voordeel dat ze zo het 'jammerlijk gekerm' van de verdrinkende mensheid niet kunnen horen. Maar hoe hachelijk de vloed ook lijkt, God zal de golven intomen zoals hij ook de wilde aard van het gedierte in de ark in bedwang houdt. Jafed vraagt waarom God Noah een eeuw aan de ark heeft laten werken. Uiteraard, aldus Noah, had God ook een andere manier kunnen vinden, maar Zijn besluit moet geaccepteerd worden. Maar God had de mens toch kunnen veranderen, hij heeft ze immers zelf geschapen. Nee, zegt Noah, want het geschenk dat de vrije wil is impliceert nu eenmaal dat die in vrijheid ten goede of ten kwade aangewend kan worden. Bij nooddwang zou de mens niet zelf voor zijn daden verantwoordelijk zijn en dus ook geen straf verdienen. Sem werpt tegen dat God ook tot genade had kunnen besluiten, maar Noah antwoordt dat Gods genade en Zijn rechtvaardigheid elkaar lang in evenwicht hielden, maar dat rechtvaardigheid uiteindelijk zwaarder weegt.
Jafed is bevreesd voor aanvallen door walvissen, maar ook hier vertrouwt Noah op Gods bescherming. De rei komt hen tot spoed manen, want behalve het water is er een ander gevaar: opgestookt door de vrouwen is Achiman op weg om de ark in brand te steken. De reizang bestaat nu uit gebeden en voorspellingen. In de eerste zang vraagt de rei om Gods bescherming voor Noah en zijn gezin, waarop de eerste tegenzang aankondigt dat Noah na de zondvloed een offerande voor God zal brengen, waarop God zal beloven Noahs nageslacht niet meer met een vloed te zullen straffen, hoezeer ze ook mochten zondigen. In de tweede zang wordt de spijswet uit Gen. 9 beschreven en verklaard. De tweede tegenzang betreft de regenboog als teken van Gods verbond met Noach, waarbij het blauw in de boog staat voor de 'wereldvloed' en het rood voor de 'wereldgloed', de brand die te verwachten is als de mensheid nog eens straf verdient. Daarna komt de aartsengel Uriël de ark met zeven sloten afsluiten.

### Vijfde bedrijf
Urania begrijpt dat de aanslag mislukt is, volgens Achiman omdat Noah bijtijds gewaarschuwd werd en een engelenwacht het bos en de ark beschermde en 'de schutterij' met fakkels verblindde. Een nederlaag tegen engelen valt Achiman niet te verwijten, begrijpt ze, maar volgende keer beter. De aartsherde komt melden dat de toestand op de Kaukasus onhoudbaar wordt doordat hevige regen alles loswoelt en verdrinkt, gepaard met enge vuurverschijnselen aan de hemel, sterren, fakkels, rode draken. Nu raakt niet alleen Achiman, maar zelfs Urania in paniek. Vol zelfverwijt dat hij niet naar Noach geluisterd heeft, jaagt hij Uriana en de andere vrouwen weg. Iedereen vlucht, behalve Achiman, die meent dat vluchten geen zin heeft. Een bliksemstraal treft wie zijn heil boven op een berg zit en anders de hongerdood wel. Urania is wild van angst en schreeuwt: 'Wat raet? waerheen gevloôn? ô bruiloft van elenden!/ Wat raet? waerheen gevloôn? de weerelt neemt een' keer.'
Nu komt Uriël, gewapend met zijn slagzwaard, hen de dood aanzeggen. Urania smeekt om 'Genade, och gun ons datwe in d'arke op 't water vloten', maar onverbiddelijk stelt Uriël dat het daarvoor te laat is: 'De deur van Godts genade en d'ark is toegesloten'. Hij stuurt ze weg, maar wel met een toezegging: 'doch komt gy met berou te sterven,/ Zoo kuntge, hier gestraft, genade om hoogh verwerven'. Bij die woordn sluit de rei zich aan met een gebed dat de ark als een voorbeeld van een kerk beschrijft. Aangezien Gods genade zijn wonderdaden overtreft, zullen de ongehoorzamen in de kerker van de hel later door de Verlosser bezocht worden. Uiteindelijk zullen ze dan God eeuwig loven.

## Taal
De monoloog van Apollion die het treurspel opent, is in alexandrijnen, een contrast met de erop volgende monoloog van Noah zelf.

## Publicatiegeschiedenis
Het treurspel verscheen voor het eerst in 1667 bij 'de weduwe van Abraham de Wees', en wel als quarto van 48 bladzijden. In de Vondelbibliografie van Unger heeft de eerste druk nummer 702. In 1692, dertien jaar na Vondels dood, verscheen een identieke tweede druk (Unger #703). Een derde druk, de laatste die door Unger werd beschreven, dateert uit 1711 en verscheen bij Joannes de Wees, de zoon van de oorspronkelijke uitgever.